# Isaszeg
Isaszeg – miasto na Węgrzech, w komitacie Pest, w powiecie Gödöllő.

## Położenie
Isaszeg leży 30 km na południe od śródmieścia Budapesztu na obszarze Wzgórz Gödöllő. W granicach miasta przepływa Rákos-patak. Sąsiednie miejscowości to Gödöllő, Dány, Pécel, Valkó i Nagytarcsa.

## Historia
Pierwsza wzmianka o miejscowości pojawiła się w dokumencie z 1274 roku pod nazwą Ilsuazg. Odkrycia archeologiczne dowodzą, że okolica była zamieszkała już okresie brązu. W XII wieku został zbudowany tzw. Stary kościół (Öreg templom), który obecnie jest zabytkiem. Właścicielem miejscowości był Sándor, żupan Sybina, a później ród Domoszlói. Tutaj był jeden z ulubionych terenów łowieckich króla Macieja. W 1529 r. trafia w posiadanie rodziny Báthori. Z powodu zarazy w 1536 r. i najazdów tureckich, liczba ludności znacznie spadła. W 1690 r. przybyli tu niemieccy osadnicy. W 1723 r. staje się własnością Antala Grassalkovicha, który osiedla tu najpierw Polaków, a potem Słowaków. Jeszcze przed końcem XIX wieku Polacy ulegli zesłowaczeniu.
Sándor Petőfi bywał tu wielokrotnie w latach 1845–1848.
Dzień zwycięskiej bitwy pod Isaszegiem w dniu 6 kwietnia 1849 roku ogłoszono miejscowym świętem. Jej miejsce upamiętnia pomnik honwedów.
Na południe od miasta w okolicy zwanej Katonapallag znajdują się groby honwedów, które upamiętniają starcie węgierskich wojsk pod dowództwem Artúra Görgeya z armią austriacką. Wśród nich znajduje się również grób nieznanego polskiego kapitana. Mór Jókai osobiście odwiedzał wieś i zbierał informacje od mieszkańców przed napisaniem powieści „Synowie człowieka o kamiennym sercu”.
Emília Csernovics, wdowa po Jánosu Damjanichu, generale walczącym w węgierskim powstaniu 1848 roku także wielokrotnie przyjeżdżała do Isaszegu i w czasie pobytu przychodziła pod pomnik, by się pomodlić. Cesarz Franciszek Józef również przyjeżdżał tutaj na polowania w czasie, gdy przebywał w Gödöllő.
W 1905 r. oddano do użytku budynek Urzędu Burmistrza, obecny Urząd Miasta.
W 1937 r. wybudowano kościół rzymskokatolicki.
W 1967 r. otworzono skansen, w którym znajduje się stała ekspozycja poświęcona historii regionalnej.
1 lipca 2008 r. prezydent Republiki Węgierskiej László Sólyom nadał miejscowości prawa miejskie.

## Zabytki
- Stojący na cmentarzu kościół rzymskokatolicki pod wezwaniem św. Marcina, zwany Starym Kościołem (Öregtemplom)
- pomnik honwedów (pomnik bitwy pod Isaszegiem stoczonej w czasie powstania węgierskiego w 1848 roku na górze Szobor, dzieło rzeźbiarza Béli Radnaiego).
- groby honwedów
- arboretum z egzotycznymi drzewami, nie rosnącymi na Węgrzech znajdujące się w połowie drogi do Gödöllő (dawna królewska stacja uprawy sosny)
- skansen ze zbiorami dotyczącymi miejscowej historii
- „torfowe” stawy rybne dla wędkarzy na potoku Rákos
- na północ od miejscowości przebiega Limes Sarmatiae
- kamienny krzyż
- kaplica Ave Maria poświęcona honwedom z Isaszegu, biorącym udział w powstaniu węgierskim
- droga krzyżowa wiodąca z cmentarza na Kalwarię

## Generałowie i oficerowie uczestniczący w bitwie pod Isaszegiem
Lajos Aulich – generał, János Damjanich – generał, János Fiala – inżynier, András Gáspár – generał huzarów, Artúr Görgey – generał, Károly Hauszer – major, Kálmán Iglódy – dowódca batalionu, Sándor Illési – pułkownik, János Kaszab – major, György Kmety – dowódca brygady, György Klapka – generał, Lajos Komlóssy – dowódca brygady, József Lord – kapitan, Pál Madách – emisariusz rządowy, Dénes Sárközy – porucznik, Pál Sipos – podporucznik, Józef Wysocki – generał. Lista nie jest pełna.

## Media lokalne
- Prasa: Isaszeg Önkormányzati Tájékoztató, Isaszegi Hírek Magazin
- TV: Isaszeg TV (ITV)

## Miejscowości partnerskie
| - Bojanów - Kechnec - Suza - Mali Iđoš - Cozmeni - Sânmartin |

W 2009 roku Isaszeg po raz pierwszy urządził Festiwal Miejscowości Partnerskich.